# Bhakti Karya
Bhakti Karya is een bestuurslaag in het regentschap Binjai van de provincie Noord-Sumatra, Indonesië. Bhakti Karya telt 4961 inwoners (volkstelling 2010).